# PostMobile
 (septembre 2008).
Si vous disposez d'ouvrages ou d'articles de référence ou si vous connaissez des sites web de qualité traitant du thème abordé ici, merci de compléter l'article en donnant les références utiles à sa vérifiabilité et en les liant à la section « Notes et références ».
PostMobile est un opérateur de réseau mobile virtuel (MVNO) belge opéré par La Poste et en collaboration avec Proximus qui fournit le réseau, le service a la clientèle et le support technique.
La collaboration entre bpost et Proximus pour PostMobile se termine le 1er juin 2015.